# Nikolai Michailowitsch Lebedew
Nikolai Michailowitsch Lebedew (russisch Николай Михайлович Лебедев; * 19. Mai 1906 in Moskau; † 6. Dezember 1977 ebenda) war ein sowjetischer Theater- und Film-Schauspieler.

## Leben und Leistungen
Nikolai Lebedew besuchte zwischen 1924 und 1926 das Schaljapinsker Studio und danach bis 1927 die Schule des Wachtangow-Theaters, in dessen Ensemble er anschließend bis zu seinem Tod auftrat. Lebedew war ausschließlich in Nebenrollen zu sehen, wirkte jedoch an Ausführungen von Stücken bekannter russischsprachiger wie auch ausländischer Autoren mit. So war er z. B. als Beamter Fjodor Ljuljukow in Der Revisor, als Liebhaber Pjotr Milowsorow in Die schuldlos Schuldigen, als Totengräber in Hamlet und in der Rolle des Antonio in Viel Lärm um nichts zu sehen.
Während des Deutsch-Sowjetischen Krieges gehörte er zur Frontbrigade des Wachtangow-Theaters und wurde 1945 mit dem Orden des Roten Sterns ausgezeichnet.
Sein Filmdebüt gab Lebedew 1941 in Grigori Roschals Das Werk der Artamanows, wurde aber erst mit seiner Rolle in Freundinnen (1959) auch in den Credits genannt. Er stand lediglich für sechs Spielfilme vor der Kamera, zuletzt 1966 als Abt im ersten Teil von Krieg und Frieden. Darüber hinaus beteiligte er sich an einigen Bühnenaufzeichnungen, angefangen mit Сердца должны гореть  (Serdza dolschny goret, 1960). Weitere Auftritte in diesem Bereich hatte er u. a. als Diener Ilja in einer Adaption von Ein Drama auf der Jagd (1970) sowie in Inszenierung von Alexei Arbusows Irkutsker Geschichte (1973) und Die Reiterarmee (1975).
Lebedew ist nicht mit dem gleichnamigen Oberst der Roten Armee (* 1906) identisch.

## Theaterarbeit (Auswahl)
- 1927: Разлом (Raslom) – von Boris Andrejewitsch Lawrenjow
- 1932: Jegor Bulytschow und andere – von Maxim Gorki
- 1932: Hamlet – von William Shakespeare
- 1934: Человеческая комедия – von Pawel Sergejewitsch Suchotin nach Honoré de Balzacs Die menschliche Komödie
- 1934: Дорога цветов (Doroga zwetok) – von Walentin Katajew
- 1937: Человек с ружьем (Tschelowek s ruschjem) – von Nikolai Pogodin
- 1939: Der Revisor – von Nikolai Gogol
- 1939: Соломенная шляпка (Solomennaja schljapka) – nach Eugène Labiches Un chapeau de paille d'Italie
- 1939: Die schuldlos Schuldigen – von Alexander Ostrowski
- 1941: Maskerade – von Michail Lermontow
- 1942: Олеко Дундич (Oleko Dunditsch) – von Alexander Georgijewitsch Rscheschewski und Michail Aronowitsch Kaz
- 1942: Русские люди (Russkije ljudi) – von Konstantin Simonow
- 1944: Viel Lärm um nichts – von William Shakespeare
- 1950: Die Elenden – nach Victor Hugos Roman
- 1950: Первые радости (Perwyje radosti) – nach Konstantin Fedins Roman Frühe Freuden
- 1952: Zwei Herren aus Verona – von William Shakespeare
- 1956: Romeo und Julia – von William Shakespeare
- 1962: Der lebende Leichnam – von Lew Tolstoi
- 1965: Западня (Sapadnja) – nach Émile Zolas Der Totschläger
- 1968: Kinder der Sonne – von Maxim Gorki
- 1971: Antonius und Cleopatra – von William Shakespeare
- 1974: Der gestiefelte Kater – von Heinz Kahlau

## Filmografie (Auswahl)
- 1941: Das Werk der Artamanows (Delo Artamonowych)
- 1949: Die Welt soll blühen (Mitschurin)
- 1959: Freundinnen (Swerstnizy)
- 1959: Das gestohlene Glück (Sampo)
- 1964: Die Stille (Tischina)
- 1966: Krieg und Frieden – Teil 1 (Woina i mir)